# Ruda (Otok)
Ruda falu Horvátországban Split-Dalmácia megyében. Közigazgatásilag Otokhoz tartozik.

## Fekvése
Splittől légvonalban 33, közúton 51 km-re északkeletre, Sinjtől 13 km-re keletre, községközpontjától 3 km-re délkeletre a dalmát Zagora területén, a Kamešnica-hegység nyugati lejtői és Cetina középső folyása között, a Cetina legnagyobb mellékvizének a Ruda-pataknak a jobb partján fekszik. Két településből, Velika és Mala Rudából áll.

## Története
A település első írásos említése a 15. században, Ivaniš Nepilić cetinai, klisszai és rámai gróf, korábbi horvát bán 1418. március 15-én kelt adománylevelében történt, melyben hű szolgálataikért Dobravoj Dehojević fiainak és utódaiknak adja a cetinai plébániához tartozó Ruda falut. A falu minden bizonnyal már jóval ezen első említése előtt is létezett és amint ez a dokumentum is említi a középkorban a cetinai plébániához tartozott. A későbbi források azonban nem említik egészen a 17. század végéig. A térség több mint másfél évszázados török uralom után, 1687-ben szabadult fel az oszmán iga alól, Ruda azonban néhány, a Cetina bal partján fekvő településsel együtt továbbra is török kézen maradt. Később rövid időre Ruda területe is felszabadult, de 1699-ben újra visszatért a török uralom alá. Végleges felszabadulása csak az újabb velencei-török háborút lezáró 1718-as pozsareváci békét követően történt. A 18. század elején rámai ferences atyák vezetésével Boszniából és Hercegovinából keresztény lakosság települt le itt. Ez az otoki plébánia megalapításának időszaka, melyhez akkor a mai Otokon és Udovičićon kívül Gala, Gljev és Ruda hívei is hozzá tartoztak. A plébánia vezetését a sinji ferences atyák végezték. 1775-től káplán irányította a hitéletet, 1791-től pedig önálló plébánia lett. A velencei uralomnak 1797-ben vége szakadt és osztrák csapatok vonultak be Dalmáciába. 1806-ban az osztrákokat legyőző franciák uralma alá került, de Napóleon lipcsei veresége után 1813-ban újra az osztrákoké lett. 1857-ben 608, 1910-ben 1201 lakosa volt. 1918-ban az új szerb-horvát-szlovén állam, majd később Jugoszlávia része lett. A második világháború idején a Független Horvát Állam része lett. A háború után a szocialista Jugoszláviához került. 1991 óta a független Horvátországhoz tartozik. 2011-ben a településnek 880 lakosa volt.

## Lakosság
| Lakosság változása | Lakosság változása | Lakosság változása | Lakosság változása | Lakosság változása | Lakosság változása | Lakosság változása | Lakosság változása | Lakosság változása | Lakosság változása | Lakosság változása | Lakosság változása | Lakosság változása | Lakosság változása | Lakosság változása | Lakosság változása |
| ------------------ | ------------------ | ------------------ | ------------------ | ------------------ | ------------------ | ------------------ | ------------------ | ------------------ | ------------------ | ------------------ | ------------------ | ------------------ | ------------------ | ------------------ | ------------------ |
| 1857               | 1869               | 1880               | 1890               | 1900               | 1910               | 1921               | 1931               | 1948               | 1953               | 1961               | 1971               | 1981               | 1991               | 2001               | 2011               |
| 608                | 753                | 796                | 920                | 1.097              | 1.201              | 1.203              | 1.161              | 1.056              | 1.177              | 1.261              | 1.317              | 1.340              | 1.368              | 994                | 880                |

## Nevezetességei
- Szent Márton püspök tiszteletére szentelt római katolikus plébániatemploma 1897-ben épült és 1899-ben szentelték fel. A templomot helyi faragott kövekből építették, hosszúsága 29 méter, szélessége 11 méter. Bejárata felett kis kereszttel díszített kő tympanon áll, felette körablakkal. A homlokzat tetején egy nagyobb kőkereszt áll. a tetőzet három részből áll, a legmagasabb a hajó felett, valamivel alacsonyabb a szentély felett, míg a legalacsonyabb a félköríves apszis felett, mely betonlapokkal van fedve. A szentélyben álló főoltár helyi kőből épült, mögötte található a sekrestye. A főoltár előtt fémből és fából készített szembemiséző oltár áll. A templomnak kilenc nagyméretű félköríves ablaka van. A templomot 1922-ben és 1971-ben megújították. A bal oldalon emelkedik a beton harangtorony, melyben két harang található.[2]
- A régi Szent Márton plébániatemplom építése 1740-től 1750-ig tartott. Bizza püspök 1750-ben tett egyházlátogatásakor még nem volt teljesen befejezve.[2] A templom ma is áll a temető közepén.
- Nepomuki Szent János tiszteletére szentelt kápolnája a plébániaház mellett áll és az 1960-as évekig a plébános magánkápolnájaként szolgált. Ekkor Josip Melkij plébános új kápolnát építtetett Jézus szíve tiszteletére. A kápolna 1875-ben épült Petar Sladojević plébános idejében.[2]
- A Jézus szíve kápolna Velika Rudán a mai plébániaház mellett áll. A betonból emelt épület hosszúsága nyolc, szélessége hat méter. Jézus szentséges szívének szobra található benne.
- A Szent Kelemen pápa tiszteletére szentelt kis kápolna a plébániatemplomtól Velika Rudára vezet út  mellett áll. Fogadalmi kápolnaként építették 1923-ban.